# Kate Drumgoold
Kate Drumgoold, née vers 1858 ou 1859 est née en esclavage près de Petersburg, en Virginie. Elle raconte sa vie dans son autobiographie écrite en 1898, A Slave Girl's Story, Being an Autobiography of Kate Drumgoold.

## Biographie
Kate Drumgoold nait vers 1858 ou 1859 en esclavage près de Petersburg, en Virginie,
Très jeune, Kate Drumgoold est séparée de sa mère qui est vendue comme esclave à la veille de la guerre de Sécession et emmenée en Géorgie. Lorsque celle-ci revient après l'abolition de l'esclavage, ses 17 enfants sont pour la plupart dispersés. Elle décide alors de partir à New York avec Kate et les enfants restants. Kate Drumgoold travaille comme domestique et poursuit son éducation en dépit de problèmes de santé. Elle s'engage pendant plusieurs années dans l'éducation d'anciens esclaves afro-américains. Elle raconte sa vie dans son autobiographie écrite en 1898, A Slave Girl's Story, Being an Autobiography of Kate Drumgoold.
Son autobiographie, empreinte de nombreuses références à sa foi, est un exemple d'émancipation. Il s'achève brutalement en 1897,. « C'est le portrait rare d'une ancienne esclave partie du sud rural vers l'environnement hautement urbanisé de New York ».
Son nom figure dans l'anthologie Daughters of Africa de Margaret Busby publiée en 1992.

## Publications
- Kate Drumgoold, A Slave Girl's Story Being an Autobiography of Kate Drumgoold, 2012 (ISBN 978-3-8491-4768-6, OCLC 863864849)